# Fridolf Rhudin

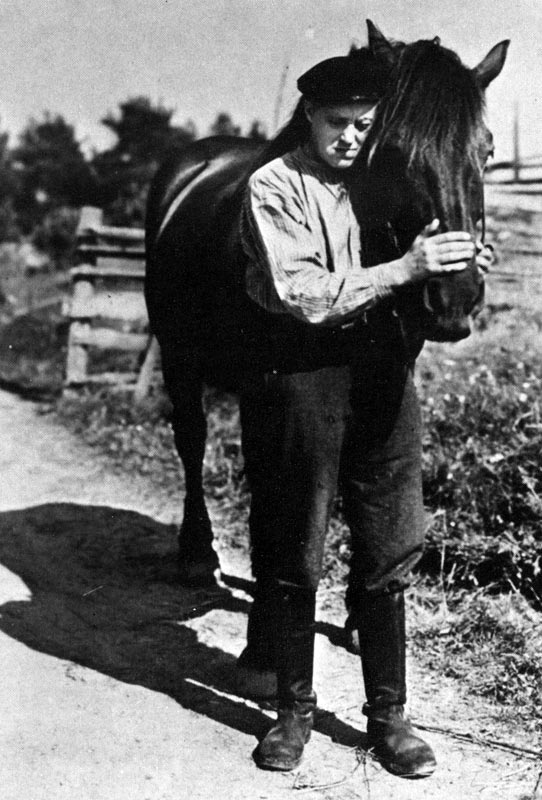
Fridolf Rhudin en Simon i Backabo

Fridolf Rhudin (10 de octubre de 1895-6 de marzo de 1935) fue un actor, humorista y cantante de nacionalidad sueca. Se hizo famoso por el disco en monólogo "Den ensamma hunden", escrito por Kar de Mumma.

## Biografía
Nacido en Ransäter, Suecia, su nombre completo era Sixten Fridolf Emanuel Rudin. Era hijo de un sastre, y en principio iba a continuar la carrera de su padre, motivo por el cual fue enviado a aprender a Oslo. Sin embargo, su vocación era el teatro, y desde pronto se dedicó al mismo, actuando en el teatro de aficionados "Munkfors Amatörsällskap". Tras cumplir su servicio militar en el Regimiento Värmland, envió numerosas cartas de presentación a diferentes compañías teatrales, consiguiendo finalmente trabajar como tramoyista y como intérprete de pequeños papeles. 
Uno de sus primeros papeles fue el de Kalle en Pojkarna på Storholmen, de Sigurd Wallén. Su papel era muy pequeño. Sin embargo, años más tarde fue el protagonista de una adaptación a la pantalla de la misma obra. Según la obra Myggans nöjeslexikon, Rhudin trabajó entre 1912 y 1924 en un total de 55 piezas, representadas en giras y en Estocolmo. 
Fridolf Rhudin falleció a causa de una meningitis Estocolmo, Suecia,  en1935. Había estado casado con la Anna Greta Bergman.

## Teatro

### Actor
- 1926 : Skärgårdsflirt, de Gideon Wahlberg, Mosebacketeatern[2]
- 1928 : Skärgårdsflirt, de Gideon Wahlberg, Mosebacketeatern[3]
- 1928 : Vaxholm 1:an, de Sigurd Wallén, Mosebacketeatern[4]
- 1928 : Yon Yonson, de Algot Sandberg, escenografía de Ernst Fastbom, Folkets hus teater[5]
- 1928 : Anderssonskans Kalle reser jorden runt, de Emil Norlander, Folkets hus teater[6]
- 1928 : Knock out, de Oscar Rydqvist, escenografía de Sigurd Wallén, Folkets hus teater[7]
- 1929 : Du och jag, de Thor Modéen y John Botvid, Folkets hus teater[8]
- 1931 : Sympatiska Simon, de Fridolf Rhudin y Henning Ohlson, escenografía de Fridolf Rhudin, Södra Teatern

### Director
- 1931 : Sympatiska Simon, de Fridolf Rhudin y Henning Ohlson, Södra Teatern

## Filmografía
- 1920 : Mästerman
- 1920 : Carolina Rediviva
- 1921 : Värmlänningarna
- 1922 : Fröken på Björneborg
- 1923 : Närkingarna
- 1924 : Flickan från Paradiset
- 1924 : Folket i Simlångsdalen
- 1925 : För hemmet och flickan
- 1925 : Styrman Karlssons flammor
- 1926 : Hon, Han och Andersson
- 1926 : Den sorglustige barberaren
- 1927 : Harry Persson - Bud Gorman
- 1927 : Spökbaronen
- 1928 : Svarte Rudolf
- 1929 : Finurliga Fridolf
- 1929 : Konstgjorda Svensson
- 1930 : Kronans kavaljerer
- 1931 : Falska miljonären
- 1931 : Fröken, Ni liknar Greta Garbo!
- 1931 : Skepp ohoj!
- 1932 : Muntra musikanter
- 1932 : Pojkarna på Storholmen
- 1933 : Fridolf i lejonkulan
- 1933 : Hemliga Svensson
- 1934 : Simon i Backabo
- 1948 : Glada paraden